# The Lego Movie 2: The Second Part
The Lego Movie 2: The Second Part (La gran aventura Lego 2 en Hispanoamérica y La Lego película 2 en España) es una película estadounidense de 2019 de animación, comedia musical y ciencia ficción, producida por Warner Animation Group. Secuela directa de The Lego Movie (2014), es la cuarta película y última de la franquicia de Warner Bros, la cual sigue los lanzamientos de las dos derivaciones de la primera película, The Lego Batman Movie y The Lego Ninjago Movie (ambas lanzadas en 2017). Para la cinta vuelve Animal Logic, compañía que proporcionó la animación para todas las películas de la franquicia. A diferencia de la entrega anterior, Village Roadshow Pictures no participa en esta película.
La película está dirigida por Mike Mitchell, con Phil Lord y Christopher Miller (escritores y directores de la primera película), quienes regresan como productores y escritores. La dirección de la animación es de Trisha Gum. La cinta cuenta con el regreso de las voces de la primera cinta proporcionadas por Chris Pratt, Elizabeth Banks, Will Arnett, Charlie Day, Alison Brie y Nick Offerman, junto con nuevas incorporaciones al reparto, como Tiffany Haddish, Stephanie Beatriz y Maya Rudolph.
The Lego Movie 2: The Second Part se estrenó en Estados Unidos el 8 de febrero de 2019 a través de Warner Bros. Pictures en 2D, 3D, RealD 3D, Dolby Cinema, IMAX e IMAX 3D.

## Argumento
Los invasores DUPLO ingresan al mundo LEGO y amenazan con su destrucción. Los Maestros Constructores se preparan para luchar, ya que Barba Gris golpea accidentalmente al fantasma Vitruvius, enviándolo lejos. Sin embargo, Emmet construye un corazón para los extraterrestres como un signo de amistad, pero uno se lo come y exige más. Lucy y los Master Builders creen que este es un ataque y en represalia también los atacan, pero se desata una batalla que arrasa la ciudad, mientras Barba Gris, Benny y Batman, entre otros, intentan luchar contra ellos sin éxito. El Megapresi, que no ha aprendido nada de sus errores y sigue siendo egoísta, se va a jugar al golf, dejando que Emmet y los demás se encarguen de la situación y Emmet intenta tranquilizar a Lucy de que "todo puede seguir siendo fabuloso". Cinco años después, en el universo LEGO, Lucy cuenta cómo su mundo ha sido devastado por los repetidos ataques de DUPLO porque en el mundo real, la hermana menor de Finn, Bianca, comenzó a tomar algunas de sus creaciones LEGO y otros juguetes de los sets, en su sótano junto con su propio juego de ladrillos DUPLO para jugar en su propia habitación. En el mundo LEGO, la Liga de la Justicia compuesta por Superman, Wonder Woman, Aquaman,  Flash y Cyborg abordan su Jet, (donde mantienen prisionero a Lex Luthor) para ir a derrotar a los invasores. Cuando Superman pregunta por Batman, Wonder Woman dice que Batman va por libre, haciendo referencia a The Lego Batman Movie. En este momento Green Lantern se une a ellos en el último momento al ser "olvidado" a propósito por Superman. Sin embargo, después de que la Liga de la Justicia partió en su misión, nunca regresaron, presumiblemente muriendo en el proceso en el "Stairgate".
En los cinco años transcurridos desde los eventos de la primera película, todo ha cambiado. Metafóricamente, en el universo LEGO, los invasores DUPLO han convertido a Ladrilloburgo en un páramo posapocalíptico llamado Apocalipsisburgo, y continúan invadiendo periódicamente. La terrible experiencia ha endurecido a la mayoría de los ciudadanos de Apocalipsisburgo, pero Emmet se mantiene optimista, cantando por la calle "Todo es fabuloso," y saludando a sus conocidos entre ellos el barista Larry, Motosierra Dave anteriormente conocido como Surfista Dave, Poli Bueno/Poli Malo, Barba Gris, Benny, su vecina Sherry y sus gatos y a Batman y Alfred Pennyworth. Batman a su vez informa que en su aventura aprendió muchas cosas, además de perder y amar de nuevo. Después Emmet visita a Lucy y Emmet está preocupado por los sueños recurrentes de una catástrofe inminente, que el llama "Armamageddon". Emmet quiere mudarse a la casa de sus sueños con Lucy y Lucy se preocupa de que Emmet no es muy duro para sobrevivir en estos tiempos.
Durante una visita a la casa de Emmet y Lucy, ambos observan la aparición de una nave desconocida. Junto a Unikitty la atacan, pero la nave fácilmente los supera y el resto de los Maestros Constructores proceden a la lucha, pero la casa de Emmet es destruida en el proceso. Finalmente todos se encierran en una bóveda de seguridad, mientras Batman consigue derribar la nave desconocida, pero de ella aparece la General Caos, una mini muñeca intergaláctica comandante naval intergaláctico y ejecutora de la ley de las Fuerzas Armadas de la Galaxia Hermana, y anuncia que su soberana, la Reina Soy Lo Que Quiera, tiene la intención de invitarlos a una ceremonia. La General Caos decide llevarse al líder de Apocalipsisburgo, pero se decepciona al enterarse de que es Emmet, pero Batman, Barba Gris, Benny, Unikitty y Lucy discuten porque ellos también son líderes y entonces la General Caos secuestra a Batman, Lucy, Benny, Barba Gris y Unikitty, llevándolos a la Galaxia Hermana. Entonces Emmet tiene una breve visión de Finn y Bianca discutiendo. Cuando una ciudadana culpa a Emmet de lo sucedido, Emmet se defiende ante los ciudadanos restantes entre ellos Sherry, Motosierra Dave, los jugadores de la NBA: Gary Payton y Sheryl Swoopes, Gandalf, la Criatura del Pantano, Velma Dinkley, Cleopatra, Harley Quinn, Abraham Lincoln, el Aquaman original y Larry Poppins, pero Sherry, Gary y Sheryl empiezan a culparlo. Emmet por su parte les explica que secuestraron a Lucy y a los demás para causar el "Armamageddon" y deben rescatarlos. Cuando Velma pregunta quién guiará la misión, Cleopatra afirma que Emmet no podría sobrevivir al "Stairgate" y a la  Galaxia Hermana. Además Harley agrega que sería una misión suicida. Lincoln, Larry y Dave creen que Emmet no ha cambiado y está "atrapado en el pasado". Gandalf les hace ver que sin ayuda de la Liga de la Justicia, Batman y Marvel no hay héroes de verdad. Emmet entonces intenta convencerlos de ir a rescatar a sus amigos, pero nadie acepta y Emmet convierte la casa de sus sueños en una nave espacial para dar seguimiento a Lucy. 
Mientras tanto, la General Caos lleva a Lucy, Batman y los otros a la Galaxia Hermana, donde se reúnen con la Reina Soy Lo Que Quiera, (que tiene la habilidad de cambiar de forma) y sus sirvientes entre ellos Banarnar, un Cono de Helado, una barra de chocolate parlante, Zebe y Susan. Con una canción de la Reina, Benny, Barba Gris, Unikitty y Batman son colocados en entornos de diseño para tentarlos. Cada uno de ellos se enamora de estas tentaciones, pero Lucy se niega a aceptar la de ella. La Reina les explica que sus planes para nada malévolos son realizar una ceremonia matrimonial con Batman en el Templo Espacial. Lucy continúa negándose, por lo que la Reina los envía a "cambiarlos" con un intento sin fin de lavarle el cerebro con música pop pegadiza.
En otra parte, Emmet sigue su viaje, pero debe pasar por el "Stairgate". Sin embargo su nave se daña y casi choca con un campo de asteroides, pero el robusto aventurero Rex Dangervest lo salva a tiempo. Allí Rex lo lleva a su nave espacial "Rexcelsior" junto a su tripulación de velociraptores, donde le cuenta la trágica historia de cómo terminó debajo de la lavadora, siendo olvidado por sus amigos. Emmet a su vez le pide su ayuda para salvar a sus amigos y que también lo ayude a tener una actitud más madura con la esperanza de impresionar a Lucy. Rex acepta ayudarle, y los lleva a la Galaxia Hermana. 
Más tarde la General Caos lleva a Lucy y los demás al Planeta Brilli Brilli para sus "cambios". Llegan a un spa con el vampiro Balthazar y todos son puestos a relajantes masajes y atenciones. En el proceso descubren que el color original del cabello de Lucy es celeste brillante, aunque ella, muy nerviosa ,lo niega. La General Caos entonces los envía a un tratamiento de música pop.
Emmet, Rex y su tripulación de velociraptores llegan a un planeta, donde son atacados por las fuerzas de Soy Lo Que Quiera, los Plantimals. Todos los velociraptores son capturados, pero Emmet y Rex logran escapar cuando Rex siendo un "Maestro Destructor" logra dar un masivo golpe que los repele a todos. Él le explica a Emmet que puede hacerlo concentrando toda su ira en un potente golpe. De pronto llegan a una zona suburbana conocida como "Ciudad Armonía", y allí encuentran a Superman, Linterna Verde, Lex Luthor, Aquaman y, Wonder Woman, junto a otras dos muñecas de Wonder Woman y a muchos otros más viviendo felices y en armonía. Ellos proceden a cantarles intentando hacerles ver las tentaciones, al mismo tiempo que le hacen lo mismo a Lucy, Batman y los otros, pero solo Lucy consigue escapar. A su vez Emmet logra dar un masivo golpe concentrando sus sentimientos para escapar junto a Rex. Sin embargo terminan cayendo en el planeta DUPLO, donde abordan un transporte de bloques rumbo al Templo Espacial donde se llevará a cabo la ceremonia matrimonial. 
Batman está muy disgustado con la idea del matrimonio con la Reina Soy Lo Que Quiera, pero acepta casarse con ella para darle celos a Superman cuando la Reina Soy Lo Que Quiera afirma que era su primera opción, poniéndose el propio Batman celoso de ello (seguramente, como lo tenía planeado la Reina).Batman finalmente encuentra que la Reina ayuda a satisfacer su autoestima y le propone matrimonio.
En camino al Templo Espacial, Lucy se reúne con Emmet y Rex en el transporte de bloques y se infiltran en el templo, observando un enorme pastel ceremonial. Emmet entonces diseña un plan elaborado para detener la boda: Rex recuperará su nave listo para rescatarlos, Lucy desactivara el centro de entretenimiento para apagar la música pop que está lavando el cerebro de los demás, y él dará el golpe final en el pastel de recepción para detener la boda. Cuando Emmet y Rex ven el cabello original de Lucy se confunden, pero Lucy asegura que no le lavaron el cerebro, pero Rex no confía en ella, y a pesar de sus advertencias, Emmet cree que Lucy los ayudaría, conociéndola bien. 
Mientras Lucy se infiltra en el centro de entretenimiento y lucha contra la General Dulce Caos para llegar a la música, la boda de Batman y Soy Lo Que Quiera da comienzo. Emmet al ver a Barba Gris, Benny y Unikitty en la boda se entristece, pero Rex lo hace visualizar su éxito. Después Rex se marcha para recuperar su nave, tomando el jet invisible de Wonder Woman. 
El Cono de Helado actuando como el encargado de la ceremonia presenta a la Reina  Soy Lo Que Quiera y Batman como los anfitriones junto al pastel ceremonial. Batman a su vez intenta provocar a Superman para darle celos por su boda, pero Superman, sin embargo esta demasiado feliz al respecto. Mientras la General  Caos y Lucy luchan, La General Caos queda al borde de caer al vacío, pero Lucy la salva y es entonces cuando la General Caos le revela que la Galaxia Hermana nunca tuvo la intención de ser antagónico con Apocalipsisburgo, sino que intentaba establecer la paz entre ellos, además de que la Reina Soy Lo Que Quiera es la buena y simplemente falló en comunicar esto bien. Esto los llevó al borde del "Armamageddon", pero con la realización de la boda podrían evitarlo. En ese momento la Reina Soy Lo Que Quiera asume su apariencia original, un corazón y Lucy se da cuenta de que es el corazón que Emmet les ofreció como señal de paz a los invasores DUPLO al principio. Lucy se da cuenta de que la General Caos tiene razón, además de que jamás les lavaron el cerebro a sus amigos y que Rex es el villano. 
Lucy intenta evitar que Emmet destruya el templo, pero Emmet, motivado por las manipulaciones de Rex, destruye el templo de todos modos, creyendo que sí le lavaron el cerebro a Lucy y con el hecho de que la verdadera Lucy nunca le gustaría "Todo es fabuloso", dejándola con el corazón roto. Esto crea un agujero en el universo LEGO y creando el caos en todos lados. 
En el mundo real, el acto de destruir el pastel está representado por Finn que destruye airadamente las creaciones de LEGO de Bianca. Emmet se da cuenta de su error, pero Rex lo rescata y se lo lleva. Finn termina destruyendo el pastel ceremonial por completo y esto también provoca que Lucy vaya al mundo real, sabiendo toda la verdad y descubriendo que Emmet es representación de Finn. 
El desesperado Emmet trata de rescatar a sus amigos, pero Rex lo detiene y se revela como una versión alternativa de sí mismo del futuro. Después de estrellarse en el campo de asteroides, terminó bajo la secadora de ropa en el mundo real durante años, viendo a sus amigos moverse sin él. Finalmente, Rex logró escapar y construyó una máquina del tiempo para regresar y asegurarse de que sucedería el "Armamageddon". Por su parte, Lucy se da cuenta de que el "Armamageddon" proviene de la madre de Finn y Bianca. Al escucharlos discutir, su madre controladora está furiosa y les ordena que guarden sus juguetes, añadidos por su padre todavía egoísta que les ordena que hagan lo que su madre. Emmet se niega a dejar a sus amigos, pero decepcionado, Rex lo golpea y lo envía debajo de la secadora para asegurarse de que existe.
Mientras tanto, Finn y Bianca desarman sus mundos respectivamente causando el "Armamageddon", destruyendo Apocalipsisburgo y la Galaxia Hermana y enviando a Gandalf, Motosierra Dave (conocido como Purgatorio Dave ahora), Lincoln, Linterna Verde, Superman, Aquaman, Barba Gris, Benny, Banarnar,  Soy Lo Que Quiera, Batman y los demás a la caja. Resignados y entristecidos todos en almacenaje empiezan a cantar "No todo es fabuloso", pero Lucy intenta animarlos a no rendirse y seguir luchando, captando la atención de Finn. Determinado a no ser como Rex, Emmet intenta escapar de debajo de la lavadora, pero Rex aparece para evitarlo. En el mundo real, Finn le da el corazón que forma la Reina Soy Lo Que Quiera a Bianca y ella lo acepta, reconciliándose. 
Metafóricamente en el mundo de LEGO, la Reina Soy Lo Que Quiera se reúne con Batman y Lucy, Mayhem, Superman y todos los demás se disponen a rescatar a Emmet y detener a Rex construyendo muchas naves espaciales. Rex por su parte lucha contra Emmet en el mundo real y envía a sus tropas de Velociraptores a luchar contra los personajes de LEGO y DUPLO. Cuando Rex está a punto de vencer a Emmet, Lucy llega para salvarlo. A pesar de sorprenderse por el hecho de que Lucy regresó por Emmet, Rex piensa que es demasiado tarde e intenta retroceder en el tiempo, pero Lucy logra engañar a Rex para que golpee un bonito corazón sensible, desencadenando una explosión, destruyendo la pieza que es parte de su máquina del tiempo y Rex cae derrotado.
Lucy luego le dice a Rex que Emmet no se convertirá como lo hizo Rex, pero Rex puede ser como Emmet. Emmet le pide que se una a ellos, pero Rex se niega porque se da cuenta de que Emmet fue salvado por Lucy, lo que significa que no terminará convirtiéndose en él, borrando su línea de tiempo y haciendo que Rex comience a desaparecer miembro por miembro. Al aceptar su destino, Rex le dice a Emmet que siempre sea optimista y le agradece a Lucy por salvarlos a ambos y luego desaparece completamente. Después de eso, Emmet y Lucy se reconcilian por lo que se han hecho, declarándose a ambos mejores amigos especiales para siempre. 
Soy Lo Que Quiera y Batman finalmente se casan, representados por Finn y Bianca, quienes se reconcilian y aceptan jugar juntos nuevamente. Su madre los ve felices jugando con sus juguetes, evitando el "Armamageddon". El universo LEGO se transforma en una mezcla de Brick City y la Galaxia Hermana llamado "Apocalaxia Hermana", que es pacífico. Benny y la General Caos comparten sus cascos espaciales y el Megapresi regresa de jugar al golf e intenta reconciliarse, pero Benny accidentalmente se prende fuego, lo que hace que el Megapresi entre en pánico en un sitio de fuegos artificiales y termine siendo expulsado definitivamente del universo LEGO y él es presumiblemente muerto (aunque los demás no simpatizan con él por su egoísmo). Lucy, que acepta a Emmet tal como es, reconstruye su hogar y, como regalo sorpresa, le da una edición original de "Todo es fabuloso", que tiene la cara de Lucy, revelando que ella era una de las cantantes originales. La película se desvanece en negro con el gesto de sorpresa de Emmet.

## Reparto
- Chris Pratt como Emmet Brickowski, hombre común, trabajador de la construcción, maestro de obras de construcción novato de Bricksburg.[7]

Pratt también interpreta a Rex Dangervest/Emmet Ladrikowski (Futuro Alterno), un arqueólogo defensor de galaxias, entrenador de vaqueros y rapaces. El personaje es una parodia de Star-Lord del Universo Cinematográfico de Marvel, Owen Grady de Jurassic World, y Joshua Faraday de la versión de 2016 de Los siete magníficos, todos ellos también interpretados por Pratt, y también una referencia a los rumores de que Pratt interpretaría a Indiana Jones. Es el Emmet que en un principio Lucy quería que fuera pero se volvió malvado al perder la esperanza de ser rescatado en su línea temporal y cuando Lucy salva al Emmet del pasado él se desvanece, haciendo una referencia a la trilogía de Volver al futuro.
- Elizabeth Banks como Lucy/Estilo libre, una maestra constructora.[7]
- Tiffany Haddish como la reina "Soy lo que quiera ser" en Latinoamérica y "Soy lo que quiera" en España, es la líder alienígena del Sistema Hermania, la cual tiene la habilidad de cambiar de apariencia.[7]
- Will Arnett como Bruce Wayne/Batman, un superhéroe de DC Comics que es maestro constructor y exnovio de Lucy.[7]
- Stephanie Beatriz como la General Sweet Mayhem (Dulce Caos en España), una mini-muñeca intergaláctica malvada que es general del Ejército del Sistema Hermania y trabaja bajo las órdenes de la Reina Watevra Wa-Nabi. Ella captura a todos los amigos de Emmet y los toma prisioneros en el Sistema Hermania.[9]
- Charlie Day como Benny, un maestro constructor que es un astronauta obsesionado con una nave espacial de estilo ochentoso. En esta película, parece tener un brazo robótico de metal.[10]
- Alison Brie como la Princesa Unikitty, una Maestra Constructora que es un gato con cuernos de unicornio. En esta película, en lugar de volverse roja cuando está enojada, ella es completamente roja. A lo largo de los años desde la primera película, ella ha desarrollado la capacidad de convertirse en una versión robótica gigante de sí misma cuando está a punto de producirse una batalla.[11]
- Nick Offerman como MetalBeard, un maestro constructor que es un gran pirata robot biónico con una cabeza cortada después de perder su cuerpo original en un encuentro anterior con las fuerzas del Señor Negocios.[7]
- Maya Rudolph como madre de Finn y Bianca.[12]
- Richard Ayoade como Ice Cream Cone, un cono de helado que habla y es ciudadano del Sistema Hermania.[9]
- Channing Tatum como Clark Kent/Superman, un superhéroe de DC Comics que es uno de los Maestros Constructores.[7]
- Jonah Hill como Hal Jordan/Linterna Verde, un superhéroe de DC Comics que es uno de los Maestros Constructores.[7]
- Margot Rubin como Harleen Quinzel/Harley Quinn, una criminal de Ciudad Gótica, novia del Joker y enemiga de Batman.[13]
- Jason Momoa como Arthur Curry/Aquaman, un superhéroe de DC Comics que es el rey de la Atlántida y también es un maestro constructor. Momoa retoma su papel de Batman v Superman: Dawn of Justice, Liga de la Justicia y la cinta de Aquaman.[14]
- Gal Gadot como Diana Prince/Mujer Maravilla, una superheroína de DC Comics que es embajadora de las Amazonas y maestra constructora. Gadot retoma su papel de Batman v Superman: Dawn of Justice, Mujer Maravilla y Liga de la Justicia. Ella reemplaza a Cobie Smulders, quien anteriormente interpretó el personaje en The Lego Movie.[15]
- Doblaje para Latinoamérica
- José Antonio Macías como Emmet Ladrikowski y Rex Dangervest
- Karla Falcón como Lucy/Estilo Libre
- Laura Torres como la reina "Soy lo que Quiera ser"
- Sergio Gutiérrez Coto como Bruce Wayne/Batman
- Jocelyn Robles como la General Sweet Mayhem
- Víctor Ugarte como Benny

## Producción

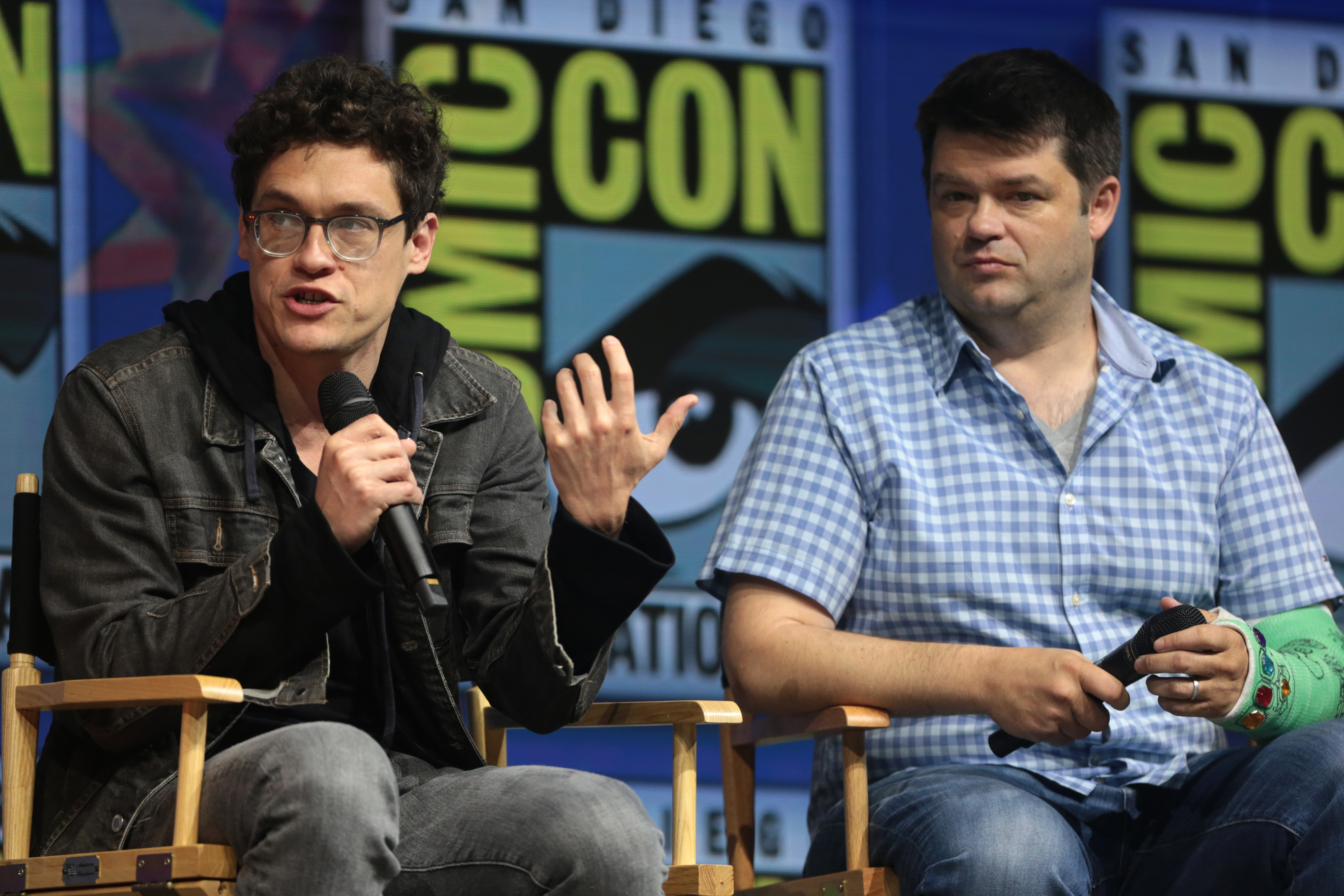
Phil Lord y Christopher Miller, productores de The Lego Movie 2: The Second Part, en el San Diego Comic-Con International en 2018

Antes de la crítica y el éxito de The Lego Movie, los planes para una secuela se habían puesto en marcha. El 3 de febrero de 2014, Jared Stern fue contratado para escribir la secuela, junto con Michelle Morgan. El 12 de marzo de 2014, Deadline informó que el codirector de animación Chris McKay dirigiría la secuela, con Phil Lord y Christopher Miller como productores. El 10 de abril de 2014, se informó que McKay quería tener más mujeres en la secuela que hombres. El 28 de julio de 2014, se informó que Chris Pratt quería repetir su papel de Emmet. También se informó que Will Arnett podría repetir su papel de Batman, pero aún no lo había decidido.
En octubre de 2014, Warner Bros. programó The Lego Batman Movie para 2017, y The Lego Movie 2 para el 25 de mayo de 2018. El 25 de octubre de 2014, se informó que Lord y Miller habían firmado para escribir la cinta. El 30 de octubre de ese año, se anunció que el estudio de animación con sede en Australia Animal Logic estaba en conversaciones para producir las próximas tres películas de Lego (aunque el acuerdo no estaba finalizado en ese momento) y que el gobierno de Nueva Gales del Sur haría contribuciones financieras a todas las películas. El 12 de noviembre, durante una entrevista con BBC News, Lord y Miller revelaron que habría más personajes femeninos en la siguiente película.
El 24 de febrero de 2015, el nombre oficial de la secuela fue revelado como The Lego Movie 2: The Second Part y Rob Schrab fue anunciado como el director de la película, reemplazando a McKay como director, ya que éste estaba programado para dirigir The Lego Batman Movie. En febrero de 2017, Schrab había sido reemplazado por Mike Mitchell, según informes, debido a "diferencias creativas". La producción comenzó en Canadá el 2 de octubre de 2017.

### Elenco
El 23 de marzo de 2018, se informó que Tiffany Haddish había sido elegida en la película para interpretar un nuevo personaje principal, mientras que los actores que regresaban serían Pratt como Emmet, Elizabeth Banks como Estilo Libre, Arnett como Batman, Channing Tatum como Superman y Jonah Hill como Linterna Verde. El 21 de mayo de 2018, Warner Bros. renombró oficialmente la película como The Lego Movie 2: The Second Part, junto con la publicación de la primera imagen teaser del logotipo. Stephanie Beatriz y Arturo Castro se anunciaron para formar parte de la película el 4 de junio de 2018. Durante la Convención Internacional de Cómics de San Diego de 2018, se anunció que Pratt también sería la voz de un nuevo personaje (además de Emmett), Rex Dangervest, quien está basado después de Pratt, mientras que Margot Rubin interpreta el papel de Harley Quinn reemplazando a Jenny Slate de The Lego Batman Movie. En noviembre de 2018, Maya Rudolph se unió al elenco. A principios de enero de 2019, se reveló que Gal Gadot y Jason Momoa volverían a interpretar sus roles como la Mujer Maravilla y Aquaman, respectivamente, del Universo extendido de DC, con Gadot reemplazando a Cobie Smulders, quien dio voz a la Mujer Maravilla en The Lego Movie.

## Lanzamiento
La película fue estrenada en cines en Estados Unidos y el Reino Unido el 17 de mayo de 2019. Esta fue su tercera reprogramación; se programó por primera vez para estrenarse en Estados Unidos el 26 de mayo de 2017 y luego el 18 de mayo de 2018. La película se tituló originalmente The Lego Movie: The Sequel antes de que fuera oficialmente llamada The Lego Movie 2: The Second Part en mayo de 2018.

## Recepción

### Taquilla
En Estados Unidos y Canadá, The Lego Movie 2: The Second Part se estrenó junto con What Men Want, Cold Pursuit y The Prodigy, y se proyectó que se recaudaría entre 45 y 55 millones de dólares en su primer fin de semana.

### Crítica
The Lego Movie 2: The Second Part recibió reseñas generalmentes positivas de parte de la crítica y de la audiencia. En el sitio web especializado Rotten Tomatoes, la película posee una aprobación de 85%, basada en 273 reseñas, con una calificación de 6.97/10, y con  un consenso crítico que dice: "Si bien no es tan divertida como su predecesor, The LEGO Movie 2: The Second Part encaja perfectamente en una franquicia animada para todas las edades con corazón y humor de sobra." De parte de la audiencia tiene una aprobación de 70%, basada en 27 807 votos, con una calificación de 3.66/5.
El sitio web Metacritic le dio a la película una puntuación de 65 de 100, basada en 51 reseñas, indicando "reseñas generalmente favorables". Las audiencias encuestadas por CinemaScore le otorgaron a la película una "A-" en una escala de A+ a F, mientras que en el sitio IMDb los usuarios le asignaron una calificación de 6.7/10, sobre la base de 32 738 votos. En la página web FilmAffinity la cinta tiene una calificación de 6.0/10, basada en 1532 votos.

## Mercadotecnia
El 4 de junio de 2018, se publicó el primer póster junto con el anuncio de que el primer tráiler se lanzaría al día siguiente. El segundo tráiler fue lanzado el 20 de noviembre de 2018, junto con el segundo póster. El Viernes Negro de 2018, Warner Bros. lanzó The Lego Movie en YouTube en su totalidad por un solo día, con un tráiler de The Lego Movie 2: The Second Part adjunto. El tercer y último tráiler fue lanzado el 19 de diciembre de 2018. En el Reino Unido, DFS Furniture realizó una campaña de marketing relacionada con la película.

### Videojuego
Un videojuego basado en la película, The Lego Movie 2: The Second Part - The Videogame, una secuela directa de The Lego Movie Videogame, se anunció el 27 de noviembre de 2018 y se lanzó el 26 de febrero de 2019, dos semanas después del estreno de la película, para PlayStation 4 y Xbox One, y para Nintendo Switch un mes después, el 26 de marzo. También se lanzó una versión de Microsoft Windows, y otra para macOS desarrollada por la compañía inglesa Feral Interactive.

### Cortometrajes
El 1 de agosto de 2018, Turkish Airlines y Warner Bros. lanzaron un video de seguridad especial con personajes de la franquicia. El 10 de diciembre de 2018, Warner Bros. lanzó un cortometraje, titulado Emmet's Holiday Party, como una promoción de estilo navideño para la película. El 10 de abril de 2019, un mes antes del lanzamiento de la película, Lego lanzó un video musical titulado "Dance Together Music Video" en su canal oficial de YouTube. El video utiliza la canción del mismo nombre.

## Futuro
Después de los decepcionantes retornos de taquilla de The Lego Movie 2, Warner Bros. permitió que expiraran sus derechos cinematográficos con Lego. Más tarde, Lego entró en negociaciones con Universal Pictures para un nuevo acuerdo de primera vista. Se espera que Dan Lin permanezca como productor a través de su empresa Rideback. En abril de 2020, el acuerdo con Universal se estableció por un contrato cinematográfico de 5 años.
El 8 de agosto de 2022, Dan Lin reveló que se está desarrollando una tercera película de la serie titulada The Lego Movie 3. Lin promete que el equipo creativo ha "reinventado" el mundo LEGO para la tercera película, pero aún no tiene fecha de estreno.